# Gorilla (film)
Gorilla är en svensk dramafilm från 1956, i regi av Lorens Marmstedt, Lars-Henrik Ottoson och Sven Nykvist.

## Om filmen
- Filmen hade svensk premiär 27 augusti 1956 på biografen Palladium i Stockholm.
- Filmen spelades in i dåvarande Belgiska Kongo.
- Fotografer var Sven Nykvist och Bengt Lindström.
- Första svenska långfilmen inspelad i Agascope.
- Filmen framställdes i tre språkversioner, en svensk, en engelsk och en fransk.

## Roller i urval
- Georges Galley - Jean de Markisar, storviltjägare
- Gio Petré - Lena Berg, veckotidningsjournalist

## Musik i filmen
- Dixieland, kompositör Robert Farnon
- Pow Wow, kompositör Robert Farnon
- Fidgety Phil, kompositör King Palmer
- samt afrikansk folkmusik

## DVD
Filmen gavs ut på DVD 2016.